# Coppa Italia di Serie B 2002-2003 (calcio a 5)
La Coppa Italia di Serie B 2002-2003 è stata la 5ª edizione della manifestazione riservata alle società di calcio a 5 iscritte al campionato di Serie B. Si è svolta dal 17 settembre 2002 e all'8 aprile 2003.

## Formula
Le 84 società iscritte al campionato di serie B sono state divise secondo il criterio di vicinorietà in 18 triangolari e 14 accoppiamenti. Nella prima fase, le società coinvolte nei triangolari si affrontano reciprocamente tra loro in un unico incontro; si qualifica al turno successivo la squadra prima classificata. Negli accoppiamenti, così come nelle fasi successive, le società si affrontano in incontri a eliminazione diretta articolate in andata e ritorno, il cui ordine di svolgimento è stato stabilito per sorteggio. Risulta qualificata la squadra che nelle due partite di andata e ritorno, ha ottenuto il miglior punteggio, ovvero, a parità di punteggio, la squadra che ha realizzato il maggior numero di reti. In questa fase il meccanismo di passaggio del turno prevede incontri a eliminazione diretta al termine dei quali, qualora sussistesse la condizione di parità, si disputeranno due tempi supplementari, ed eventualmente i tiri di rigore per determinare la vincitrice.

## Primo turno

### Regolamento
Si qualificano al secondo turno le 32 vincenti di ogni triangolare o accoppiamento. La squadra che riposa nella prima giornata è stata determinata per sorteggio, così come la squadra che disputa la prima gara in trasferta; nella seconda giornata riposa la squadra che avrà vinto la prima gara o, in caso di parità, quella che avrà disputato la prima gara in trasferta; nella terza giornata si svolge la gara fra le due squadre che non si sono incontrate in precedenza. Per determinare la squadra vincente si tiene conto, nell'ordine: dei punti ottenuti negli incontri disputati; della migliore differenza reti; del maggior numero di reti segnate. Persistendo ulteriore parità o nella ipotesi di completa parità tra le tre squadre la vincente è determinata per sorteggio. Gli incontri dei triangolari sono in programma il 17 e 24 settembre e l'8 ottobre.

### Triangolari

#### Triangolare 1
| Squadra | P.ti | G | V | N | P | GF | GS | DR |
| ------- | ---- | - | - | - | - | -- | -- | -- |
|         | ?    | 2 | ? | ? | ? | ?  | ?  | ?  |
|         | ?    | 2 | ? | ? | ? | ?  | ?  | ?  |
|         | ?    | 2 | ? | ? | ? | ?  | ?  | ?  |

#### Triangolare 3
| Squadra | P.ti | G | V | N | P | GF | GS | DR |
| ------- | ---- | - | - | - | - | -- | -- | -- |
|         | ?    | 2 | ? | ? | ? | ?  | ?  | ?  |
|         | ?    | 2 | ? | ? | ? | ?  | ?  | ?  |
|         | ?    | 2 | ? | ? | ? | ?  | ?  | ?  |

#### Triangolare 9
| Squadra | P.ti | G | V | N | P | GF | GS | DR |
| ------- | ---- | - | - | - | - | -- | -- | -- |
|         | ?    | 2 | ? | ? | ? | ?  | ?  | ?  |
|         | ?    | 2 | ? | ? | ? | ?  | ?  | ?  |
|         | ?    | 2 | ? | ? | ? | ?  | ?  | ?  |

#### Triangolare 11
| Squadra | P.ti | G | V | N | P | GF | GS | DR |
| ------- | ---- | - | - | - | - | -- | -- | -- |
|         | ?    | 2 | ? | ? | ? | ?  | ?  | ?  |
|         | ?    | 2 | ? | ? | ? | ?  | ?  | ?  |
|         | ?    | 2 | ? | ? | ? | ?  | ?  | ?  |

#### Triangolare 15
| Squadra | P.ti | G | V | N | P | GF | GS | DR |
| ------- | ---- | - | - | - | - | -- | -- | -- |
|         | ?    | 2 | ? | ? | ? | ?  | ?  | ?  |
|         | ?    | 2 | ? | ? | ? | ?  | ?  | ?  |
|         | ?    | 2 | ? | ? | ? | ?  | ?  | ?  |

#### Triangolare 19
| Squadra | P.ti | G | V | N | P | GF | GS | DR |
| ------- | ---- | - | - | - | - | -- | -- | -- |
|         | ?    | 2 | ? | ? | ? | ?  | ?  | ?  |
|         | ?    | 2 | ? | ? | ? | ?  | ?  | ?  |
|         | ?    | 2 | ? | ? | ? | ?  | ?  | ?  |

#### Triangolare 22
| Squadra | P.ti | G | V | N | P | GF | GS | DR |
| ------- | ---- | - | - | - | - | -- | -- | -- |
|         | ?    | 2 | ? | ? | ? | ?  | ?  | ?  |
|         | ?    | 2 | ? | ? | ? | ?  | ?  | ?  |
|         | ?    | 2 | ? | ? | ? | ?  | ?  | ?  |

#### Triangolare 25
| Squadra | P.ti | G | V | N | P | GF | GS | DR |
| ------- | ---- | - | - | - | - | -- | -- | -- |
|         | ?    | 2 | ? | ? | ? | ?  | ?  | ?  |
|         | ?    | 2 | ? | ? | ? | ?  | ?  | ?  |
|         | ?    | 2 | ? | ? | ? | ?  | ?  | ?  |

#### Triangolare 27
| Squadra | P.ti | G | V | N | P | GF | GS | DR |
| ------- | ---- | - | - | - | - | -- | -- | -- |
|         | ?    | 2 | ? | ? | ? | ?  | ?  | ?  |
|         | ?    | 2 | ? | ? | ? | ?  | ?  | ?  |
|         | ?    | 2 | ? | ? | ? | ?  | ?  | ?  |

#### Triangolare 2
| Squadra | P.ti | G | V | N | P | GF | GS | DR |
| ------- | ---- | - | - | - | - | -- | -- | -- |
|         | ?    | 2 | ? | ? | ? | ?  | ?  | ?  |
|         | ?    | 2 | ? | ? | ? | ?  | ?  | ?  |
|         | ?    | 2 | ? | ? | ? | ?  | ?  | ?  |

#### Triangolare 8
| Squadra | P.ti | G | V | N | P | GF | GS | DR |
| ------- | ---- | - | - | - | - | -- | -- | -- |
|         | ?    | 2 | ? | ? | ? | ?  | ?  | ?  |
|         | ?    | 2 | ? | ? | ? | ?  | ?  | ?  |
|         | ?    | 2 | ? | ? | ? | ?  | ?  | ?  |

#### Triangolare 10
| Squadra | P.ti | G | V | N | P | GF | GS | DR |
| ------- | ---- | - | - | - | - | -- | -- | -- |
|         | ?    | 2 | ? | ? | ? | ?  | ?  | ?  |
|         | ?    | 2 | ? | ? | ? | ?  | ?  | ?  |
|         | ?    | 2 | ? | ? | ? | ?  | ?  | ?  |

#### Triangolare 13
| Squadra | P.ti | G | V | N | P | GF | GS | DR |
| ------- | ---- | - | - | - | - | -- | -- | -- |
|         | ?    | 2 | ? | ? | ? | ?  | ?  | ?  |
|         | ?    | 2 | ? | ? | ? | ?  | ?  | ?  |
|         | ?    | 2 | ? | ? | ? | ?  | ?  | ?  |

#### Triangolare 18
| Squadra | P.ti | G | V | N | P | GF | GS | DR |
| ------- | ---- | - | - | - | - | -- | -- | -- |
|         | ?    | 2 | ? | ? | ? | ?  | ?  | ?  |
|         | ?    | 2 | ? | ? | ? | ?  | ?  | ?  |
|         | ?    | 2 | ? | ? | ? | ?  | ?  | ?  |

#### Triangolare 21
| Squadra | P.ti | G | V | N | P | GF | GS | DR |
| ------- | ---- | - | - | - | - | -- | -- | -- |
|         | ?    | 2 | ? | ? | ? | ?  | ?  | ?  |
|         | ?    | 2 | ? | ? | ? | ?  | ?  | ?  |
|         | ?    | 2 | ? | ? | ? | ?  | ?  | ?  |

#### Triangolare 24
| Squadra | P.ti | G | V | N | P | GF | GS | DR |
| ------- | ---- | - | - | - | - | -- | -- | -- |
|         | ?    | 2 | ? | ? | ? | ?  | ?  | ?  |
|         | ?    | 2 | ? | ? | ? | ?  | ?  | ?  |
|         | ?    | 2 | ? | ? | ? | ?  | ?  | ?  |

#### Triangolare 26
| Squadra | P.ti | G | V | N | P | GF | GS | DR |
| ------- | ---- | - | - | - | - | -- | -- | -- |
|         | ?    | 2 | ? | ? | ? | ?  | ?  | ?  |
|         | ?    | 2 | ? | ? | ? | ?  | ?  | ?  |
|         | ?    | 2 | ? | ? | ? | ?  | ?  | ?  |

#### Triangolare 28
| Squadra | P.ti | G | V | N | P | GF | GS | DR |
| ------- | ---- | - | - | - | - | -- | -- | -- |
|         | ?    | 2 | ? | ? | ? | ?  | ?  | ?  |
|         | ?    | 2 | ? | ? | ? | ?  | ?  | ?  |
|         | ?    | 2 | ? | ? | ? | ?  | ?  | ?  |

### Accoppiamenti
Gli incontri di andata si sono disputati il ? 2002, quelli di ritorno il ?  a campi invertiti.
| Squadra 1 | Totale | Squadra 2 | Andata | Ritorno |
| --------- | ------ | --------- | ------ | ------- |
|           | -      |           | -      | -       |
|           | -      |           | -      | -       |
|           | -      |           | -      | -       |
|           | -      |           | -      | -       |
|           | -      |           | -      | -       |
|           | -      |           | -      | -       |
|           | -      |           | -      | -       |
|           | -      |           | -      | -       |
|           | -      |           | -      | -       |
|           | -      |           | -      | -       |
|           | -      |           | -      | -       |
|           | -      |           | -      | -       |
|           | -      |           | -      | -       |
|           | -      |           | -      | -       |

## Sedicesimi di finale
Gli incontri di andata si sono svolti il 22 ottobre 2002, quelli di ritorno il 5 novembre a campi invertiti.
| Squadra 1        | Totale  | Squadra 2               | Andata | Ritorno |
| ---------------- | ------- | ----------------------- | ------ | ------- |
| Avezzano         | 7 - 3   | CUS Campobasso          | 5 - 1  | 2 - 2   |
| Bisceglie        | 5 - 6   | Modugno                 | 4 - 2  | 1 - 4   |
| CVM Lazio Deas   | 7 - 12  | Pomezia                 | 3 - 7  | 4 - 5   |
| Dese             | 14 - 13 | Palmanova               | 7 - 4  | 7 - 9   |
| Divino Amore     | 10 - 9  | ATS Quartu              | 8 - 4  | 2 - 5   |
| D'Angelantonio   | 7 - 4   | Ascoli                  | 5 - 2  | 2 - 2   |
| Giemme           | 13 - 9  | Imola                   | 10 - 6 | 3 - 3   |
| Green Tower      | 6 - 9   | Total Workout           | 3 - 3  | 3 - 6   |
| Bramante Seregno | 7 - 3   | San Lorenzo della Costa | 3 - 2  | 4 - 1   |
| Real Matera      | 7 - 8   | Catanzaro               | 4 - 3  | 3 - 5   |
| Livorno 94       | 2 - 8   | San Michele             | 0 - 1  | 2 - 7   |
| Palextra Fano    | 14 - 6  | Palombina Nuova         | 9 - 2  | 5 - 4   |
| Pianeta Verde    | 7 - 6   | Libertas Corbino        | 4 - 5  | 3 - 1   |
| Pompei           | 10 - 4  | Azzurra Marigliano      | 4 - 3  | 6 - 1   |
| Real Punto Matto | 10 - 5  | Torinese                | 4 - 2  | 6 - 3   |
| Villa Aurelia    | 11 - 12 | Coar Orvieto            | 4 - 4  | 7 - 8   |

## Ottavi di finale
Gli incontri di andata si sono svolti il 3 dicembre 2002, quelli di ritorno il 7 dicembre a campi invertiti.
| Squadra 1        | Totale | Squadra 2        | Andata | Ritorno |
| ---------------- | ------ | ---------------- | ------ | ------- |
| Pianeta Verde    | 4 - 7  | Catanzaro        | 2 - 1  | 2 - 6   |
| Real Punto Matto | 2 - 4  | Bramante Seregno | 2 - 2  | 0 - 2   |
| Giemme           | 8 - 5  | Total Workout    | 7 - 2  | 1 - 3   |
| Dese             | 5 - 19 | San Michele      | 3 - 9  | 2 - 10  |
| D'Angelantonio   | 8 - 12 | Palextra Fano    | 5 - 1  | 3 - 11  |
| Pomezia          | 7 - 2  | Avezzano         | 4 - 0  | 3 - 2   |
| Pompei           | 17 - 9 | Modugno          | 3 - 2  | 14 - 7  |
| Divino Amore     | 11 - 3 | Coar Orvieto     | 5 - 1  | 6 - 2   |

## Quarti di finale
Gli incontri di andata si sono svolti il 14 gennaio 2003, quelli di ritorno il 28 gennaio a campi invertiti.
| Squadra 1   | Totale | Squadra 2        | Andata | Ritorno |
| ----------- | ------ | ---------------- | ------ | ------- |
| San Michele | 10 - 7 | Palextra Fano    | 7 - 1  | 3 - 6   |
| Pomezia     | 3 - 6  | Divino Amore     | 1 - 2  | 2 - 4   |
| Catanzaro   | 6 - 11 | Pompei           | 4 - 5  | 2 - 6   |
| Giemme      | 6 - 4  | Bramante Seregno | 3 - 2  | 3 - 2   |

## Semifinali
Gli incontri di andata si sono svolti il 18 marzo 2003, quelli di ritorno il 25 marzo a campi invertiti.
| Squadra 1    | Totale | Squadra 2 | Andata | Ritorno |
| ------------ | ------ | --------- | ------ | ------- |
| San Michele  | 6 - 5  | Pompei    | 5 - 5  | 1 - 0   |
| Divino Amore | 9 - 11 | Giemme    | 5 - 5  | 4 - 6   |

## Finale
| San Lazzaro di Savena 8 aprile 2003, ore 21:00 CET | San Michele | 3 – 4 (2-2) referto | Giemme | Palazzetto dello Sport |